# Луцький вишкільний курінь
Луцький вишкільний курінь (також — Господарський курінь, Господарська школа, Сільськогосподарська школа, Ляндвіртшафт, Сільськогосподарча служба України (Landdienst Ukraine), Луцька підстаршинська школа) — школа, утворена з ініціативи ОУН (б) у Луцьку у 1941 році для підготовки кадрів для майбутніх українських збройних сил. Існувала до березня 1943 року.

## Передісторія створення

Матвій Мелешко — перший командир ВОП ім. Є. Коновальця у липні 1941 р. (Світлину зроблено у 1930-х. роках)

Починаючи з 1939 року Організація Українських Націоналістів розпочала розробку конкретних планів з формування власних збройних сил, включаючи також і підготовку старшинських та підстаршинських кадрів. З цією метою Організацією створювалися різного роду підпільні військові школи, які існували під вивісками поліційних шкіл, спортивних курсів, відділів охорони фабрик тощо.
З початком війни Німеччини проти СРСР підготовлені кадри вирушили в Україну у складі Похідних груп ОУН. Члени цих Похідних груп брали активну участь у створенні місцевої адміністрації та міліції. На території Волині у багатьох районних та колишніх повітових містах було організовано військові відділи (сотні або курені), які у майбутньому мали стати частинами регулярної української армії, а на початку використовувалися для боротьби з залишками Червоної армії, що відступали на схід.
30 червня 1941 року у Львові було проголошено Акт відновлення Української Держави, а 3 липня створено Українське Державне Правління під головуванням Ярослава Стецька. У складі УДП було організовано Військове міністерство, за дорученням якого на території західних областей України розпочалося створення військових шкіл для підготовки старшинських і підстаршинських кадрів. Зокрема, вже у перші тижні війни було утворено військову старшинську школу у Великих Мостах, підстаршинські школи поблизу Радехова та у Поморянах на Львівщині, а також цілий ряд військових курсів. Заплановано також було відкриття військових шкіл у Луцьку та Рівному.

## Відділ окремого призначення імені Євгена Коновальця
Відділ окремого призначення імені Євгена Коновальця було створено заходами тимчасової української адміністрації та членів Похідних груп вже наприкінці червня 1941 року. На початку липня він складався з однієї чоти (4 рої) та нараховував 50 чоловік особового складу, які займалися виключно теоретичною підготовкою. Військовими інструкторами були старшини Армії УНР, однак деякі предмети викладали цивільні вчителі. Курсанти проходили вишкіл, організований за програмою ОУН (б), здобуваючи початкові знання про державний устрій, обов'язки поліції, військовий впоряд тощо. Озброєння курсанти не мали.
Починаючи з 2 липня 1941 року, Відділ очолив колишній поручник польської армії Матвій Мелешко («Вірлик»). Питаннями набору до Відділу опікувався член ОУН (б) Віталій Рафальський («Дід»). Організаційні справи взяв на себе його заступник — член Похідної групи Степан Коваль («Юрій Рубашенко»). Він залучив до складу Відділу інших членів ОУН (б), які прибули до Луцька у липні 1941 року: Олександра Косаревича, Григорія Кузьму, Івана Посполітака та інших.
Завдяки цьому невдовзі Відділ нараховував вже понад 100 чоловік особового складу.

## Школа Української народної міліції
11 серпня 1941 р. Відділ окремого призначення імені Євгена Коновальця офіційно було перетворено у Школу Української народної міліції (у документах фігурувала також як міліційний (поліційний) вишкіл або вишкіл кадрів служби порядку при Обласній команді УНМ). Згідно зі спогадами Анатоля Кабайди зазначена школа була організована у співпраці з Союзом Українських Комбатантів. Фактично у зазначеній школі під керівництвом досвідчених старшин здійснювався військовий вишкіл курсантів.
Командантом Школи УНМ став Дмитро Жупінас, колишній полковник Армії УНР, а Матвій Мелешко обійняв посаду його заступника. Військовими інструкторами у Школі працювали колишні старшини та підстаршини Армії УНР, направлені туди Союзом Українських Комбатантів.

## Господарський курінь

### Створення
Для використання економічних можливостей зайнятих територій України в інтересах німецької армії німецька цивільна адміністрація вирішила зберегти систему колгоспів та радгоспів, яка існувала за часів радянської влади. Для підготовки необхідних фахівців — керівників нижчих ланок господарювання було вирішено створити у Луцьку навчальний заклад для сільськогосподарської служби охорони на базі наявних приміщень та особового складу Школи Української народної міліції.
У зв'язку з цим, у вересні 1941 року Школу УНМ було розформовано, а після екзаменування та відбору курсантів перетворено для початку на Сільськогосподарську школу. Вона мала здійснювати підготовку агрономів, сільськогосподарських службовців, трактористів і службовців маєтків, молочарень, вівчарень та інших працівників для адміністрації районів та німецьких державних маєтків.
Школа розміщувалася у приміщеннях колишньої католицької семінарії в передмісті Красному, де проводилися заняття, і тому, крім офіційної назви «Landdienst Ukraine» (Сільськогосподарча служба України) мала ще неофіційну назву — «семінарія».

### Керівництво та командний склад

Командир Господарського куреня Олександр Косаревич, 1942 р.

До школи було надіслано певну кількість німецьких старшин та підстаршин. Командиром було призначено майора Кайзера, а його заступниками — «зондерфюрера» Зайделя і оберлейтенанта Баснера. Пізніше прибув також майор Гоге — колишній старшина литовської армії, який добре володів російською та німецькою мовами і «ніби був офіцером Радянської Армії, але добровільно перед війною виїхав до Німеччини». Німецьке керівництво мало втручалося у буденні справи «Ланддінсту». Воно було неначе наглядачами над українськими старшинами куреня, даючи загальні розпорядження через перекладачів — Олександра Косаревича, Івана Посполітака та І. Литвина, що володіли німецькою мовою.
З українського боку командиром над особовим складом спочатку був Матвій Мелешко, а згодом, номінально, — четар Олександр Косаревич. Однак, оскільки ОУН (б) вважала доцільним і вигідним існування українського напіввійськового відділу, реальним командиром куреня був заступник Косаревича Степан Коваль, який обіймав посаду керівника штабу та був активним членом ОУН (б).
Як зазначається у протоколі допиту Степана Коваля від 27 серпня 1953 року, знаходячись у Луцьку він дізнався про організацію німцями сільськогосподарської школи, так званого «Ляндвірдшафт» (Господарської служби України) для підготовки сільськогосподарських комендантів німецьких окупаційних військ. За завданням ОУН він звернувся до німецького офіцера, який організовував цю школу, під приводом вступу на навчання, на що отримав згоду. Школа була оганізована з числа осіб, що прибули за завданням ОУН.

#### Відомі члени Луцького вишкільного куреня

Іван Климчак («Лисий», «Степан Павлюк», «Пашкевич») в уніформі куреня, яка існувала до травня 1942 р.

Згідно з даними дослідників Сергія Музичука та Ігоря Марчука на даний час вдалося встановити імена наступних командирів та членів Луцького вишкільного куреня:
- Матвій Мелешко (поручник) — командир Відділу окремого призначення імені Євгена Коновальця. Щодо очільництва Мелешка у «Господарському курені» та дати його арешту німецькою СД наразі існують досить суперечливі дані. Зокрема, у протоколі допиту Степана Коваля від 27 квітня 1954 року вказується, що арешт Мелешка мав місце восени 1941 року[7]. Однак, за логікою спогадів В. Новака вбачається, що арешт Мелешка відбувся вже у 1942 році[13]. За інформацією, отриманою від самого Матвія Мелешка, його арешт відбувся у середині липня 1941 року[8], що, однак, не узгоджується з фактом його перебування на посаді заступника команданта луцької школи УНМ у серпні 1941 року;
- Олександр Косаревич (четар) — другий командир Луцького вишкільного куреня після Матвія Мелешка;
- Степан Коваль (старший булавний) — шеф штабу куреня;
- Василь (за спогадами В. Новака — Степан[10]) Сорока — командир 1 сотні куреня;
- Іван Посполітак — командир 2 сотні куреня до січня 1943 року;
- Григорій Кузьма (старший булавний) — командир 2 сотні куреня після січня 1943 року;
- Володимир Лукащук (сотенний)[10] — командир 3 сотні куреня;
- Іван Вінцюк (чотовий);
- Іван Лень (чотовий);
- Локшук (чотовий);
- Яків Яковлів (чотовий, за спогадами В. Новака — сотенний[10]);
- Іван Климчак (чотовий) — пізніше заступник командира старшинської школи при 103-му батальйоні допоміжної поліції у Мацеєві;
- Богдан (чотовий);
- Копитко (чотовий);
- Доротій (чотовий);
- Віктор Новак (ройовий);
- Хорташко (ройовий);
- Степан Бабинець;
- Володимир Кривенюк;
- Василь Ромащук;
- Петро Коваль;
- Степан Юрків;
- Петро Поліщук;
- Іван Павельчик;
- Іван Гусак (ройовий)[14];
- Гураль;
- Кацавальський;
- Ілько Кошпаль;
- Корній.
- Василь Ромащук.

В. Новак наводить імена ще одного з старшин куреня — Грицька Савчука та стрільця Жегаля.
У протоколі допиту Степана Коваля від 5 травня 1954 р. наводяться також прізвища рядових учнів школи Сметани, Бобяка, Якобчака.
Під час допиту В’ячеслав Новосад, провідник Сенкевичівського районного проводу ОУН, зазначив, що у січні – березні 1943 р. навчався у сільськогосподарській школі.

### Вишкіл

Особовий склад куреня під час похорону курсанта у травні 1942 р.

Вишкіл проводився українськими та німецькими старшинами, а також вільнонайманими викладачами з числа цивільних осіб. Серед останніх були, зокрема, колишній посол до польського сейму професор Богуславський, професор Іваненко та інші, більшість з яких походила з центральноукраїнських земель.
Крім того, при школі існувала також чоботарська майстерня та їдальня, у яких працювали особи з вільнонайманого складу.
Режим у школі був військовий та включав, зокрема, щоденні вправи, марші. Розпорядок дня курсантів передбачав підйом о 8 годині, ранкову зарядку (руханку) та сніданок. Після сніданку розпочинались заняття з стройової підготовки, історії України, німецької та української мов, а також сільськогосподарські заняття. Далі був обід, година відпочинку і знову заняття до 18-ї години вечора, після чого курсанти мали вільний час. Заняття проводились в окремих групах — в рої, чоті, сотні. Наприклад, стройова підготовка велась у кожному рої окремо. Заняття з вивчення мови, історії відбувались по чотам, а певні загальні заняття проходили одночасно з цілою сотнею.
Щонеділі курсанти організовано відвідували церкву, а увечері мали змогу йти у кіно чи на прогулянку.
Не зважаючи на те, що «Сільськогосподарська школа» була організована на військовий лад, озброєння курсанти не отримали. Загалом, у розпорядженні куреня була лише невелика кількість рушниць різних іноземних систем (10 —15 одиниць), які видавалися лише тим, що вартували біля казарм. Навчання проводилося зі зброєю, у якій були просвердлені цівки.
Протягом першого року у школі навчалася лише одна сотня, отримуючи спеціальні фахові та військові знання. У середині квітня 1942 р. німці дозволили довести чисельність школи до куреня і був оголошений додатковий набір хлопців з навколишньої місцевості. Інколи з одного села до куреня вступало більше десяти чоловік. Курсантів розділили на три сотні, кожну сотню — на три чоти, а чоту — на три рої по 12 чоловік в кожному (13-им був ройовий). В сотні нараховувалось 122 чоловіка (включно з сотенним і бунчужним сотні), а загальна чисельність куреня сягала, таким чином, близько 370 чоловік особового складу.
Починаючи приблизно з квітня та до вересня 1942 року відділи школи виїжджали на практичні заняття з сільського господарства. Зокрема, одна з сотень на чолі з Степаном Ковалем («Рубашенком») перебувала у державному маєтку у с. Лаврів, розміщуючись у двох великих приміщеннях барачного типу. Основною діяльністю курсантів була практична робота у полі під керівництвом німця Баснера. Ще одна чота на чолі з чотовим Вінцюком виїхала до маєтку у Пілганів, а ще ода чота з чотовим Локшуком — у маєток Костюшково.

#### Старшинська школа при 103-му шуцманшафтбатальйоні
Улітку 1942 року чота підготовлених у школі підстаршин під командуванням чотового Івана Климчака —"Лисого" була направлена на підсилення вишколеним кадрам 103-го шуцманшафтбатальйону, який закінчував формування у містечку Мацеїв. При ньому було створено старшинська школа для охоронних сотень і куренів, які розміщувалися на Волині. І.Климчак був призначений заступником командира школи Климука (згодом в УПА курінний «Назар», «Крига»).

### Діяльність організаційної мережі ОУН (б) серед членів куреня

Шеф штабу Луцького вишкільного куреня Степан Коваль з дружиною, червень 1942 р.

Більшість особового складу «Луцького вишкільного куреня» належала до ОУН (б) або ж перебувала під її впливом. Тому у школі існувала глибоко законспірована мережа Організації, якою керував Григорій Кузьма.
Деяка інформація про структуру організаційної мережі ОУН (б) у школі наводиться у протоколі допиту Степана Коваля від 5 травня 1954 року. Там зазначається, зокрема, що цю мережу було організовано таким чином, що Григорій Кузьма знав не більше трьох підпорядкованих йому членів Організації з кожної сотні. Ці троє знали не більше 3-4 членів Організації у кожній чоті, а ті, у свою чергу, мали підлеглих по оунівській лінії на рівні окремих роїв. Таким чином, уся підпільна література, яка потрапляла до школи, поширювалася між членами ОУН (б), а ті знайомили з нею симпатиків Організації.
У вільний від занять час серед курсантів та старшинського складу куреня йшла йшла жвава підпільна праця. Часто відбувалися таємні зібрання гуртків для полагоджування організаційних справ і політичних бесід. Вже на початку 1942 року вважалося, що курінь перебував під контролем ОУН (б). У підвальних приміщеннях друкувалася нелегальна література, відправлялися з організаційними дорученнями кур'єри до Львова, Києва, Дніпропетровська та інших міст України. За дорученням Організації ройовий Віктор Новак виступав з промовами при посвяченні могил у селах Баїв, Теремне та інших.

### Конфлікт з німцями
На початку німецькі старшини Сільськогосподарської школи поводилися дуже коректно, але службово. Згодом вони почали вводити щораз суворішу дисципліну та слідкувати за внутрішнім життям, збираючи дані про людей та діяльність підпілля. Проте арештів спочатку не було. Життя у курені проходило, ніби у мирний час. Німці хоч поки не отримали фактів про підпільну діяльність, мали досить добрі інформації про загальну настанову курсантів. В курені почав наростати конфлікт. Під час однієї з вправ, коли німецький підстаршина, зганяючи на курсантах злість, без кінця піднімав їх і знову клав у багнюку, один стрілець на прізвище Жегаль вискочив з лави, підбіг до німця, витягнув у нього багнет, побив його та втік у підпілля.
У жовтні 1942 р. німці арештували десять курсантів, переважно вишколених підстаршин, у тому числі дуже здібного сотенного Івана Посполітака. Їх підозрювали в приналежності до ОУН (б), але через два місяці, завдяки зусиллям старшин куреня, всіх відпустили.
У січні 1943 р. дві сотні куреня, що перебували в селі Лаврів, приблизно 16 км від Луцька, відсвяткували там урочисто роковини бою під Крутами. Це відбулося без відома і згоди німців. Коли вони довідались, почалося слідство, яке закінчилось без репресій. Але невдовзі після того німці відібрали 13 чоловік (один рій під командуванням Івана Посполітака) і вислали до державного маєтку біля м. Цумань ніби на спеціальне завдання. Цей рій складався з активних членів ОУН, про діяльність яких, видно, довідались німці. Через кілька днів прийшла вістка, що всі вони були помордовані на якомусь фільварку. Всі познаки були на те, що їх у такий підступний спосіб знищили німці, щоби ослабити впливи Організації у курені. Німецьке командування робило в цій справі слідство, але на ділі старалось, щоби українські командири нічого конкретного не дізнались.

### Перехід куреня в УПА

Григорій Кузьма — старший булавний куреня, 1943 р.

Узимку 1943 р. відносини з німцями вкрай загострились. На той час на Волині та на Поліссі уже діяли перші відділи УПА. Приблизно наприкінці лютого — на початку березня у Луцьку відбулися дві підпільні старшинські наради, на яких були присутні представники куреня. Темою нарад була оборона українського населення від винищення німцями і більшовицькими партизанами.
У березні 1943 р. від керівника територіальної організації ОУН (б) Миколу Якимчука-«Олега» через Григорія Кузьму було отримано вказівки підготувати весь Вишкільний курінь до відходу в УПА. Відхід мав відбутися 20 березня 1943 року. Організацією переходу у підпілля керував Степан Коваль-«Рубашенко».
Щоб зменшити підозри німців одна сотня куреня серед білого дня відійшла до фільварку у с. Лаврів. Там вона мала отримати зброю і підготувати прийом інших відділів. Однак несподівано до Лаврова з охороною прибув оберлейтенант Баснер, і сотенному Лукащуку довелось віддати наказ заарештувати німців, щоби не зірвати справи. Пізніше під час відходу сотні з села Баснера було звільнено, щоб не наражати місцевих мешканців на німецькі репресії.
20 березня 1943 року, захопивши наявний одяг, харчі, різне інше майно, а також близько 100 гвинтівок, Господарський курінь був виведений з Луцька у ліс та влився до лав УПА. Командир куреня Олександр Косаревич не був утаємничений у справи відходу куреня у підпілля і дізнався про все в останню годину. Розуміючи, що, залишившись, він буде розстріляний німцями, він, разом з кількома вояками куреня знищив курінну документацію та пішов у підпілля разом з усіма.

#### Подальша доля старшин та курсантів куреня
Після відходу у підпілля місцевий провід ОУН (б) виділив для додаткового озброєння Луцького вишкільного куреня 26 автоматів, 4 легких та 2 важких кулемети, а також іншу стрілецьку зброю.
Деякий час курінь перебував у районі Луцьк —Торчин, а далі перемістився на територію Цуманського району Волинської області, де 24 квітня 1943 р. під керівництвом командира М. Якимчука-«Олега» прийняв перший бій з німецькими відділами поблизу сіл Яромель, Сильно, Берестяни та загоном більшовицьких партизан поблизу села Журавичі.
Луцький вишкільний курінь за півтора року свого існування зміг підготувати для майбутньої боротьби значну кількість досвідчених військових. Тому пізніше командування Північно-Західної воєнної округи УПА («Турів») вирішило скріпити цими кадрами інші відділи і почало переводити цілий ряд старшин і підстаршин, а навіть і досвідчених стрільців до інших підрозділів УПА, де вони займали командні становища.
Доля вишкільників і курсантів куреня склалась по-різному. Зокрема, командир куреня Олександр Косаревич в УПА мав псевдо «Корнієнко», служив у польовій жандармерії. В кінці 1943 чи на початку 1944 р. він був розстріляний членом крайового проводу Служби Безпеки ОУН (б) «Петром» («Залісним»).
Степан Коваль-«Рубашенко» до осені 1943 р. виконував обов'язки шефа штабу групи УПА М. Якимчука-«Олега», а згодом став командиром загону «Котловина», що підпорядковувався Північній ВО «Заграва». З літа 1944 р. до осені 1945 р. він був ад'ютантом командира цієї округи Івана Литвинчука-«Дубового», а потім до самого арешту знаходився на нелегальному становищі під прізвищем Литвин. Помер у Івано-Франківську в 2001 р.
Сотенний Володимир Лукащук був пізніше курінним УПА на псевдо «Кропива», а згодом шефом штабу Південної округи УПА.
Командир сотні Григорій Кузьма — «Мороз» очолював один з куренів Військової округи «Турів», а чотовий Яків Яковлів — «Распутін», «Кватиренко» — рейдуючу сотню (пізніше курінь) Військової округи «Тютюнник».
Чотовий Іван Климчак («Лисий», «Павлюк») разом із 103-м шуцманшафтбатальйоном також перейшов до лав УПА і загинув 23 жовтня 1944 р. на Волині в бою з військами НКВД.
Володимир Кривенюк згодом був сотенним УПА на псевдо «Роман». Старшинами УПА були Степан Сорока, Ілько Кошпаль, Іван Вінцюк, Григорій Савчук, один з ройових, відомий під псевдонімом «Ворон» (загинув у вересні 1943 р.) та інші.

## Уніформа та відзнаки ступенів

### Уніформа
На початку існування Відділу окремого призначення ім. Є.Коновальця його особовий склад носив цивільний одяг, а пізніше — червоноармійську уніформу, велика кількість якої залишилась змагазинованою після відступу Червоної Армії. Звичайно однострій доповнювався відзнаками національних кольорів для легшого зовнішнього розрізнення своїх і ворожих сил.
Найбільш видимою ознакою приналежності до новостворених українських формувань були нараменники (погони), які в той час у Червоній Армії не використовувались. Їх виготовляли з синього чи блакитного сукна або шовку і обшивали жовтим кантом. На комір нашивались петлиці, подібні до радянських, теж синьо-жовті. Різноманітне накриття голови (пілотки, фуражки, саморобні шапки — «мазепинки») прикрашали національним гербом — тризубом — різного розміру та способу виготовлення. Могли носитися і відзнаки — кокарди, що використовувалися ще в армії УНР.
Після переформування відділу у Сільськогосподарську школу німцями було вирішено надати їй напіввійськового характеру для легшого контролю та підсилення дисципліни. Тому було вирішено одягнути всіх вишкільників-українців та курсантів в однострої, відмінні, звичайно, від німецьких.
Скоріше за все вирішення питання крою уніформи, пошуку матеріалів для неї та вигляду відзнак було покладено на українських військових.
На текстильній фабриці в с. Лешків біля Варяжа (Сокальщина) Степан Коваль та Олександр Косаревич отримали зелене сукно, подібне до того, що йшло на польські мундири. У Луцьк було також привезено невелику кількість теж зеленого, але світлішого за відтінком та кращого ґатунку сукна. При курені була заведена майстерня, в якій 12 кравців та шевців виготовляли мундири: для курсантів із зеленого, а для підстаршин (починаючи з чотових) і старшин — з світлішого зеленого сукна.
Однобортні із застібкою на 6 ґудзиків мундири мали стоячо-відкладний комір, що застібався на гачок, нагрудні та бокові кишені зі складками та клапанами на ґудзиках. Жовті металеві ґудзики з морськими якорями були подібні до французьких та англійських офіцерських військово-морських ґудзиків. Не відомо, чому саме такі ґудзики і яким чином потрапили до куреня, але саме вони, напевне, вплинули на форму рангових відзнак, впроваджених у частині.
На лівому рукаві мундирів підстаршин та старшин на відстані близько 10 см від краю рукава нашивалась темнозелена стрічка шириною 4 см з написом чорними готичними літерами «Landdienst Ukraine» («Сільськогосподарча служба України»), що означав офіційну назву школи. Стрічки доставлялися у курінь вже готовими.
Характерною відзнакою підстаршин та старшин був також жовтий плетений шнурок, що кріпився з лівої сторони грудей (від ґудзика на кишені до третього зверху ґудзика мундира), на якому носився свисток.
Однострій доповнювали шапка-пілотка на зразок німецької вермахтівської та широкі штани навипуск з того самого сукна.
Пілотка спереду мала характерний виріз, як у мазепинки. У ройових цей виріз обшивався синім кантом. Вся пілотка обшивалася синім кантом у чотових і срібним галуном — у старшин. Спереду кріпилась шапкова відзнака у вигляді золотої розетки з тризубом на блакитному тлі.
Взимку уніформа доповнювалась шинелею та шапкою-«лещатаркою» теж із зеленого, але грубішого сукна.
Всі предмети однострою (за винятком нарукавних стрічок) виготовлялися безпосередньо у курені.
Через однострої зеленого кольору курсантів куреня часто називали «зеленими».

### Відзнаки ступенів
Для відрізнення командирів підрозділів у Господарській школі були заведені відзнаки, які спочатку нашивалися на синіх з жовтою облямівкою нараменниках. Відзнаки нагадували морські, прийняті у військових флотах багатьох країн світу.
Не відомо, хто саме запропонував таку їх форму, можливо на це вплинула наявність ґудзиків з якорями. Їх виготовляли з шовкових стрічок жовтого кольору шириною 1 см для підстаршин, та зі срібного галуна — для старшин. Старший стрілець (заступник ройового) на нараменниках мав один жовтий пасок, вістун (ройовий) — два, булавний (чотовий) — один пасок з петлею, старший булавний (бунчужний сотні) — два паски, верхній з яких мав петлю, четар — один срібний пасок з петлею у вигляді ромба.
Коли навесні 1942 р. німці почали ліквідовувати будь-які українські відзнаки в допоміжних формаціях і започаткували ношення відзнак ступенів на рукавах, у Луцькій школі теж настали зміни. Було наказано зняти кокарди з тризубами і синьо — жовті нараменники, а відзнаки перенести на передпліччя. У виконання наказу нараменники були зняті, але кокарди з тризубами ще деякий час використовувались.
Нововведення збіглися в часі з розгортанням школи до куреня трьохсотенного складу. Для командування новоствореними підрозділами, кількість яких збільшилась, призначалися, крім колишніх військових, найкращі з курсантів, піднесені у ступенях. У зв'язку з цим було розширено і систему нових відзнак на рукавах. Нашивки виготовлялися з жовтих шовкових (у підстаршин) чи срібних галунних (у старшин) стрічок шириною 2 см.
У травні 1942 р. шапкові тризуби були замінені новими відзнаками, що виготовлялися із зеленої тканини і мали зображення двох жовтих колосків і свастики. Вони закріплювалися на основу з картону у формі щита і пришивалися до пілотки. Є свідчення про існування і металевих відзнак, які, очевидно, носили старшини.
Крім того відомо, що на початку 1943 р. знову настали зміни у відображенні рангової системи у поліційних та допоміжних формаціях — відзнаки ступенів почали носити на петлицях. Зазначена система була заведена і у Луцькому вишкільному курені.
В описаній уніформі вся школа перейшла до лав УПА і вояки деякий час її використовували, ліквідувавши стрічки з написами та кокарди зі свастиками. Навіть восени 1943 р., коли загони УПА готувалися до штурму м. Любашів і концентрувалися до акції значні сили, багато колишніх учасників вишколу ще носили курінну уніформу.
Підстаршини та старшини носили відзнаки своїх рангів, а не певних функцій. Так, наприклад, старший булавний (старший сержант) Григорій Кузьма командував сотнею, старший булавний Степан Коваль виконував обов'язки шефа штабу, а четар (лейтенант) Олександр Косаревич був командиром куреня (посада сотника). Це було пов'язано з тим, що в курені не вистачало військовиків з вищими званнями, але багато з його членів вже в лавах УПА отримали старшинські ранги і були командирами значних повстанських загонів.